# Heimito von Doderer
Heimito von Doderer (Weidlingau, 5 de Setembro de 1896 —- Viena, 23 de Dezembro de 1966) foi um escritor austríaco.
Foi prisioneiro de guerra na Sibéria (1916-1920), doutorou-se em Filosofia em Viena (1925). Na sua narrativa apresenta personagens e caracteres demoníacos e fatalistas, utilizando traços característicos do grotesco e do humor negro. Mostra também influências proustianas nos romances, plenos de barroquismo, em que retrata a Áustria antes da I Guerra Mundial.